# Charles Lloyd Jones

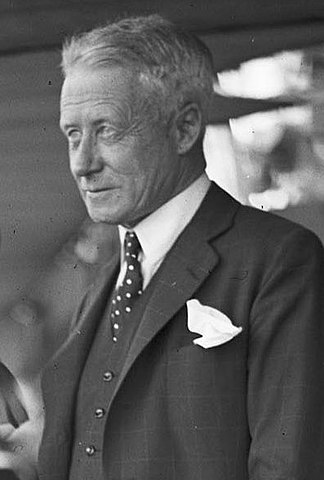
Charles Lloyd Jones an Bord der HNLMS Java, Sydney, Oktober 1930.

Sir Charles Lloyd Jones (* 28. Mai 1878 in Burwood, Sydney, New South Wales; † 30. Juli 1958 in Woollahra, Sydney, New South Wales) war ein australischer Geschäftsmann, Maler und Kunstmäzen.

## Leben
Sir Charles Lloyd Jones war der Sohn des Tuchhändlers Edward Lloyd Jones (1844–1894), jüngster Sohn von David Jones, dem Gründer des gleichnamigen Kaufhauses in Sydney, und dessen Ehefrau Helen Ann (1848–1934), dritte Tochter von Thomas Jones, Begründer der Zeitung Maitland Mercury, der auch für kurze Zeit Finanzminister von Neusüdwales war. Er besuchte die Manor House School in London und die Homebush Grammar School in Sydney, zeigte aber wenig Interesse an einer akademischen Laufbahn. 1895 besuchte er die Kunstschule Julian Ashton Art School und später die Slade School of Fine Art am University College London.
Da die Royal Academy of Arts seine Arbeiten nicht ausstellte gab er seine Hoffnung auf eine künstlerische Karriere auf und erlernte in London das Schneiderhandwerk. Bei seinem Besuch in Sydney 1900 heiratete er am 16. November  in der Trinity Congregational Church von Strathfield Winifred Ethelwyn (* 1916), Tochter von Frederick Quaife und Enkelin von Barzillai Quaife. Ihre Ehe blieb kinderlos.

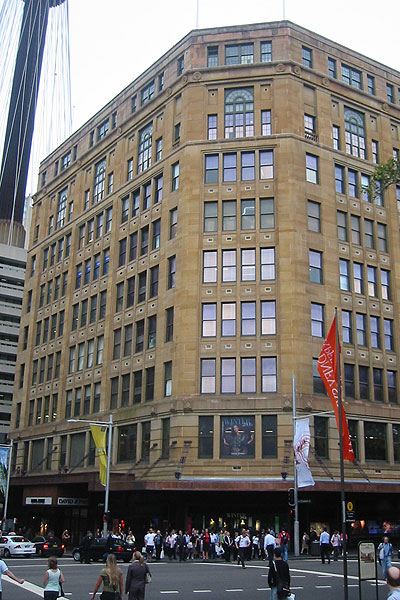
David-Jones-Flagship-Store, Ecke Elizabeth Street und Market Street, Sydney.

In Sydney arbeitete er 1902 in der Kleiderfabrik von David Jones Ltd, wechselte aber bald in deren Werbeabteilung. Mit seiner Kreativität und seinem Bewusstsein für amerikanische Trends brachte er es 1905 zum Werbeleiter. Im Zuge der Umwandlung der Firma in eine Aktiengesellschaft erhielt er zunächst die Position des Directors und, nachdem sich sein Bruder Edward Lloyd Jones von der Geschäftsleitung zurückzog, von 1920 bis 1958 die des Chairman. Unter seiner Führung florierte und expandierte das Unternehmen; ein zweites Geschäft in der Elizabeth Street von Sydney wurde 1927 fertiggestellt und ein drittes an der Ecke Market and Castlereagh Street  1938 anlässlich des hundertjährigen Bestehens der Firma eröffnet. Die erste Erweiterung außerhalb des Bundesstaates New South Wales erfolgte 1953 durch die Akquise von Bon Marché in Perth, Western Australia.

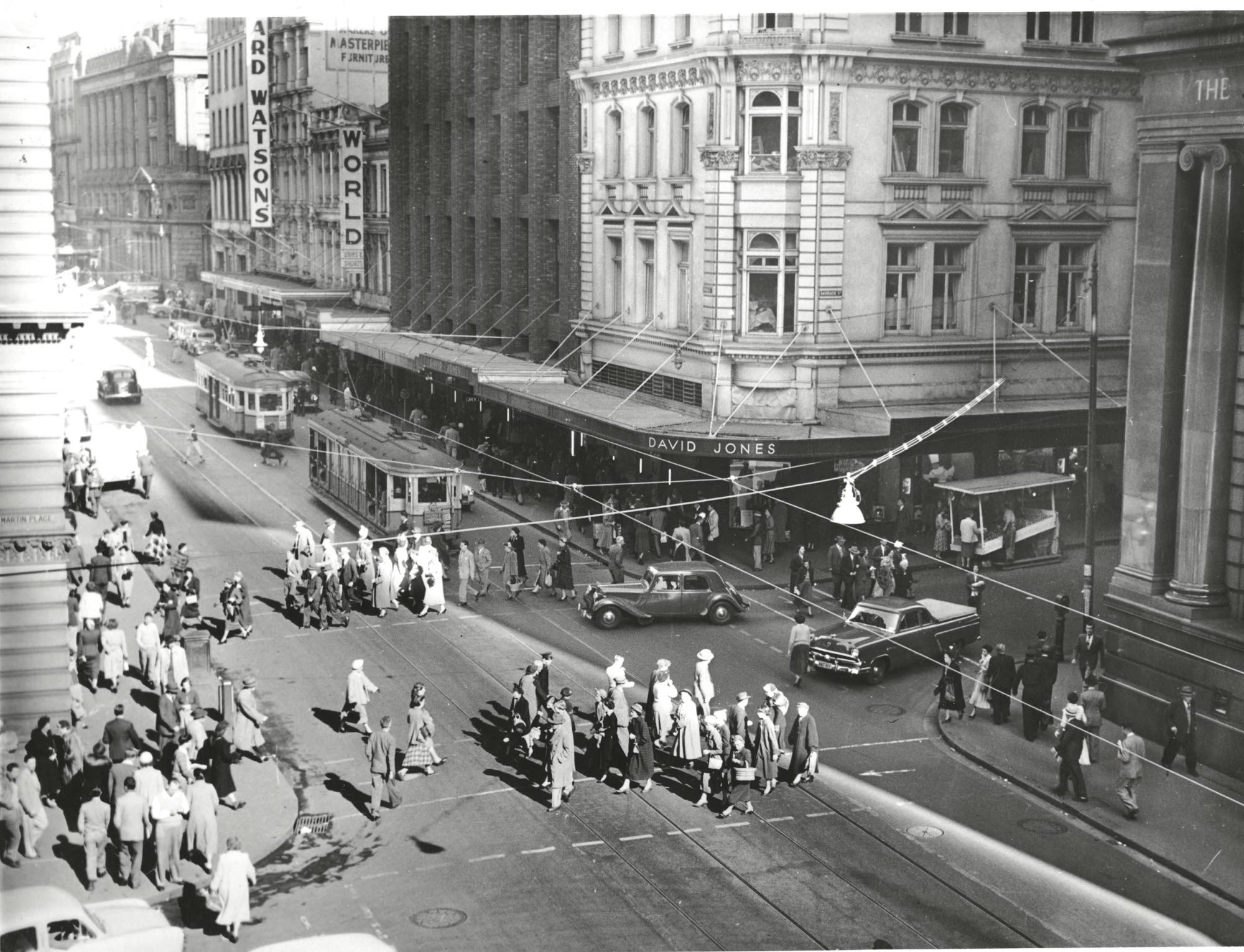
David Jones Store an der Kreuzung Barrack Street und George Street in Sydney, 1950er Jahre.

Jones war unter anderem Schatzmeister der Sydney Chamber of Commerce (1915–1916), Präsident der  Retail Traders' Association of New South Wales (1915), der australischen Sektion des Chartered Institute of Secretaries und der Kindergarten Union of New South Wales, Gründer und Direktor des Aufsichtsrates der Australian National Travel Association, Vorsitzender des Cancer Appeal Fund und Mitglied des University Cancer Research Committee. Als Direktor des Radiosenders 2BL wurde er im Mai 1932 zum ersten Vorsitzenden der Australian Broadcasting Commission ernannt. 1934 trat er von diesem Amt zurück.
Unter dem Einfluss der französischen Impressionisten malte er zudem Landschaften und stellte regelmäßig bei der Society of Artists in Sydney aus, deren Schatzmeister er war. Er baute eine bemerkenswerte private Gemäldesammlung auf, darunter  Werke von Charles Conder, Rupert Bunny, Arthur Streeton und Maurice Utrillo. Er war ein früher Gönner von William Dobell. 1916 gründete er mit Sydney Ure Smith und Bertram Stevens die vierteljährlich erscheinende Zeitschrift Art in Australia and the Home. Von 1934 bis 1958 war er Kurator der  National Art Gallery of New South Wales und gründete 1944 die David Jones' Art Gallery. Er war Initiator der Ausstellung French Painting Today von 1953. Gelegentlich schrieb er Artikel für die Presse und förderte auch Musik und Theater.
In Auckland, Neuseeland heiratete Jones am 29. Oktober 1917 Louise Violet Multras († 1973). Von ihr ließ er sich am 19. Juli 1929 in Reno (Nevada) in den Vereinigten Staaten von Amerika scheiden und heiratete am 25. Juli in Chicago Hannah Benyon Jones (1901–1982) aus Sydney. Seit den frühen 1930er Jahren lebten sie auf dem Anwesen Rosemont in Woollahra, wo sie häufig Politiker und ausländische Besucher unterhielten. Premierminister Robert Menzies war Jones ein enger Freund.
Jones war ein erfahrener Segler und von 1903 Mitglied des Royal Sydney Yacht Squadron; von 1906 bis 1908 war er als Rear-Commodore und von 1949 bis 1955 als Commodore aktiv. 1921 war er Mitbegründer des Rotary Clubs Sydney und Mitglied des The Australian Golf Club, Athenaeum [Golf] Club und Royal Sydney Golf Club sowie des Royal Automobile Club in London. 1951 wurde er erst als Knight Bachelor (Sir) geadelt, 1954 dann als Commandeur in die französische Ehrenlegion aufgenommen.
Sir Charles starb am 30. Juli 1958 in Rosemont und wurde nach einem Gottesdienst in der St. Andrew’s Cathedral eingeäschert; die Trauerrede hielt Robert Menzies. Er hinterließ seine Tochter Mary Patricia Jones aus seiner zweiten Ehe und seine dritte Ehefrau mit den Söhnen Charles Benyon Lloyd Jones und David Lloyd Jones. Einige seiner Gemälde befinden sich in der Art Gallery of New South Wales und der National Gallery of Victoria.

## Werke (Auswahl)
- Auckland blue[4]
- Afternoon Light, 1941[5]

## Veröffentlichungen (Auswahl)
- Gemini. Duckworth, London 1927, 287 S.
- Laughter in heaven. Heinemann, London 1933, 310 S.
- A comedy of Eros. Dickson, London 1938, 277 S.